# Lamar Peters
Lamar Johnathan Peters (Nueva Orleans, Luisiana, 19 de junio de 1998) es un baloncestista estadounidense. Con 1,83 metros de estatura, juega en la posición de base. Actualmente forma parte de la plantilla de los Caballeros de Culiacán del CIBACOPA mexicano.

## Trayectoria deportiva

### Universidad
Jugó tres temporadas con los Bulldogs de la Universidad Estatal de Misisipi, en las que promedió 10,0 puntos, 4,4 asistencias, 2,2 rebotes y 1,4 robos de balón por partido, En su primera temporada fue incluido en el mejor quinteto freshman de la Southeastern Conference.
Al término de su temporada júnior se declaró elegible para el Draft de la NBA, renunciando a su último año universitario.

### Profesional
Tras no ser elegido en el draft de la NBA de 2019, disputó las Ligas de Verano de la NBA con los New York Knicks. El 19 de octubre fue despedido por los Knicks, pero asignado a su filial en la G League, los Westchester Knicks. En su primera temporada promedió 17,7 puntos y 7,2 asistencias por partido, el segundo mejor anotador del equipo tras Ignas Brazdeikis y el mejor pasador.
El 12 de diciembre de 2020, firma por el Frutti Extra Bursaspor de la Basketbol Süper Ligi hasta el final de la temporada. En el conjunto turco promedió 9.9 puntos y 6.4 asistencias en Turquía y se fue hasta los 18.7 puntos, 7.3 asistencias y 1.7 robos por partido, con un 60% de acierto en triples, en los tres partidos de Eurocup que disputó.
El 3 de noviembre de 2021, firma por el Saski Baskonia de la Liga Endesa. El 9 de febrero de 2022, acuerda su desvinculación con el conjunto baskonista.
El 19 de abril de 2022, firma por el Urbas Fuenlabrada de la Liga Endesa, hasta el final de la temporada.
El 15 de enero de 2023, firma por el ASK Karditsas B.C. de la A1 Ethniki.